# Kastellan von Coucy

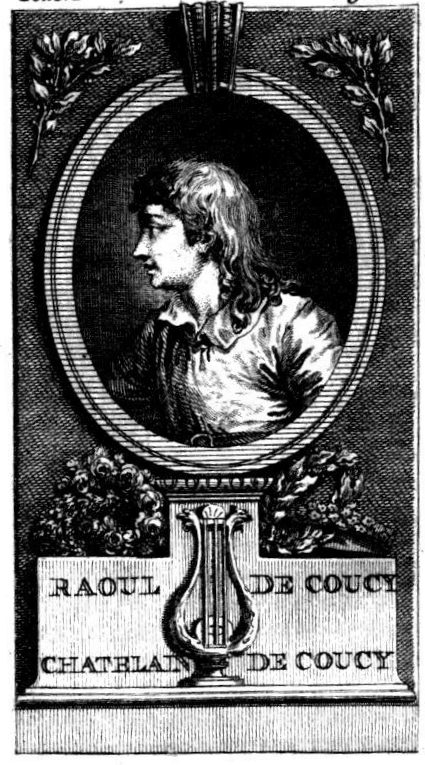
Raoul de Coucy, châtelain de Coucy

Kastellan von Coucy (auch Raoul oder Regnault de Coucy) war ein historisch bezeugter Trouvère des 12./13. Jahrhunderts, der auf einem Kreuzzug den Tod fand.

## Hintergrund
Dem Kastellan von Coucy schreibt man 24 Lieder in der Oïl-Sprache zu, welche von dem Mediävisten Francisque Michel 1830 in Paris veröffentlicht wurden. Die Quelle späterer Bearbeitungen ist ein poetischer Roman über den Kastellan von Coucy aus dem Anfang des 14. Jahrhunderts. Die bekanntesten Werke über ihn sind das Gedicht von Ludwig Uhland sowie die Dichtungen von Boccaccio und Margarete von Navarra (Die Chastelaine de Vergy). Kastellan von Coucy ist der Name eines Troubadour des zwölften Jahrhunderts, der um das Jahr 1188 gelebt haben soll. Ob es sich um ein Mitglied des Hauses Coucy handelte, ist nicht bekannt. Da ein Kastellan ein Verwalter ist, verbirgt sich hinter dieser Bezeichnung möglicherweise Guy von Coucy, nachweislich 1186–1203, der auf einer Überfahrt ins Heilige Land umkahm, oder es handelt sich um Raoul I. de Coucy, der im November 1191 vor Akkon fiel.
Die Manuskripte des späten dreizehnten oder frühen vierzehnten Jahrhunderts zu dem Roman du châtelain de Coucy et de la dame de Fayel wurden von einem Autor namens Jakemes verfasst. Diese Erzählung berichtet von der die tragischen Liebe eines gewissen Regnaut, des Herr von Coucy zu der Dame von Fayel. Diese wurde von ihrem Gemahl gezwungen wurde, das Herz des gestorbenen Geliebten zu verzehren und soll sich darüber zu Tode gegrämt haben.
Im Jahr 1829 wurde dieses in 8265 Versen verfasste Werk von Georges-Adrien Crapelet übersetzt. Der Erzählung nach befand sich der Herr von Coucy im Jahre 1190 gemeinsam mit Richard Löwenherz auf dem Dritten Kreuzzug und starb im Jahr 1192 im Alter von 24 Jahren in Palästina. Das legt die Vermutung nahe, dass es sich um Raoul de Coucy handeln könnte. Francisque Michel und andere waren hingegen der Meinung, dass es sich bei dem Herrn von Coucy eher um Gui handeln müsse, der nachweislich mit Richard Löwenherz nach Jerusalem reiste.